# Type 22 (frégate)
Pour les articles homonymes, voir Type 22.
Type 22 ou classe Broadsword est une classe de frégate qui a été conçue et premièrement utilisée par la Royal Navy. Au total 14 navires de ce type furent construits, divisés en trois groupes. Les frégates Type 22 Batch 1 et 2 utilisaient le missile antinavire Exocet tandis que celles du Batch 3 utilisaient le Harpoon.
Ces frégates furent retirées le 30 juin 2011. Sept navires furent vendus au Brésil, à la Roumanie et au Chili. Parmi ces bâtiments, deux se trouvèrent coulés.

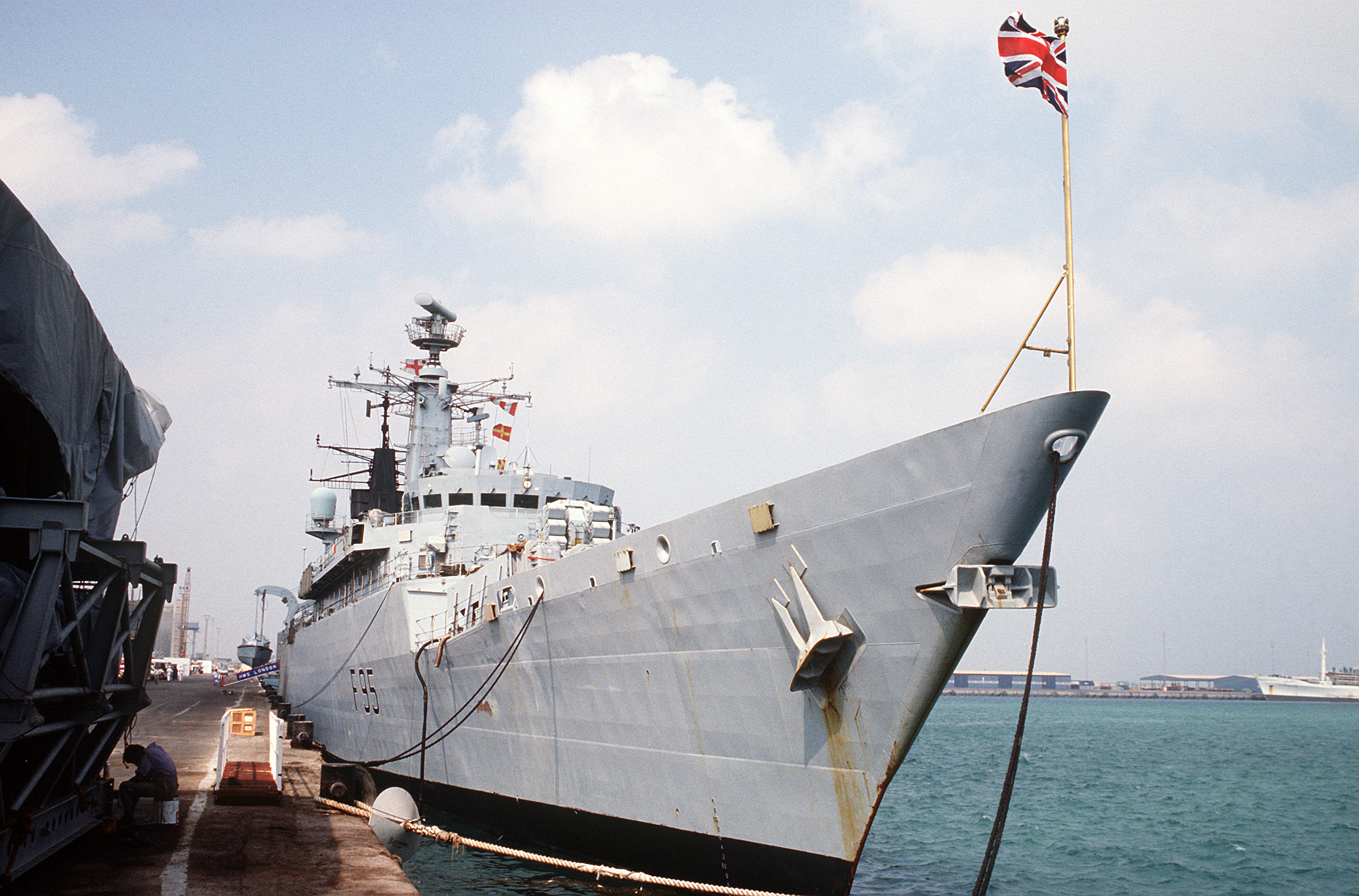
Le HMS London (F95)

## Notes et références

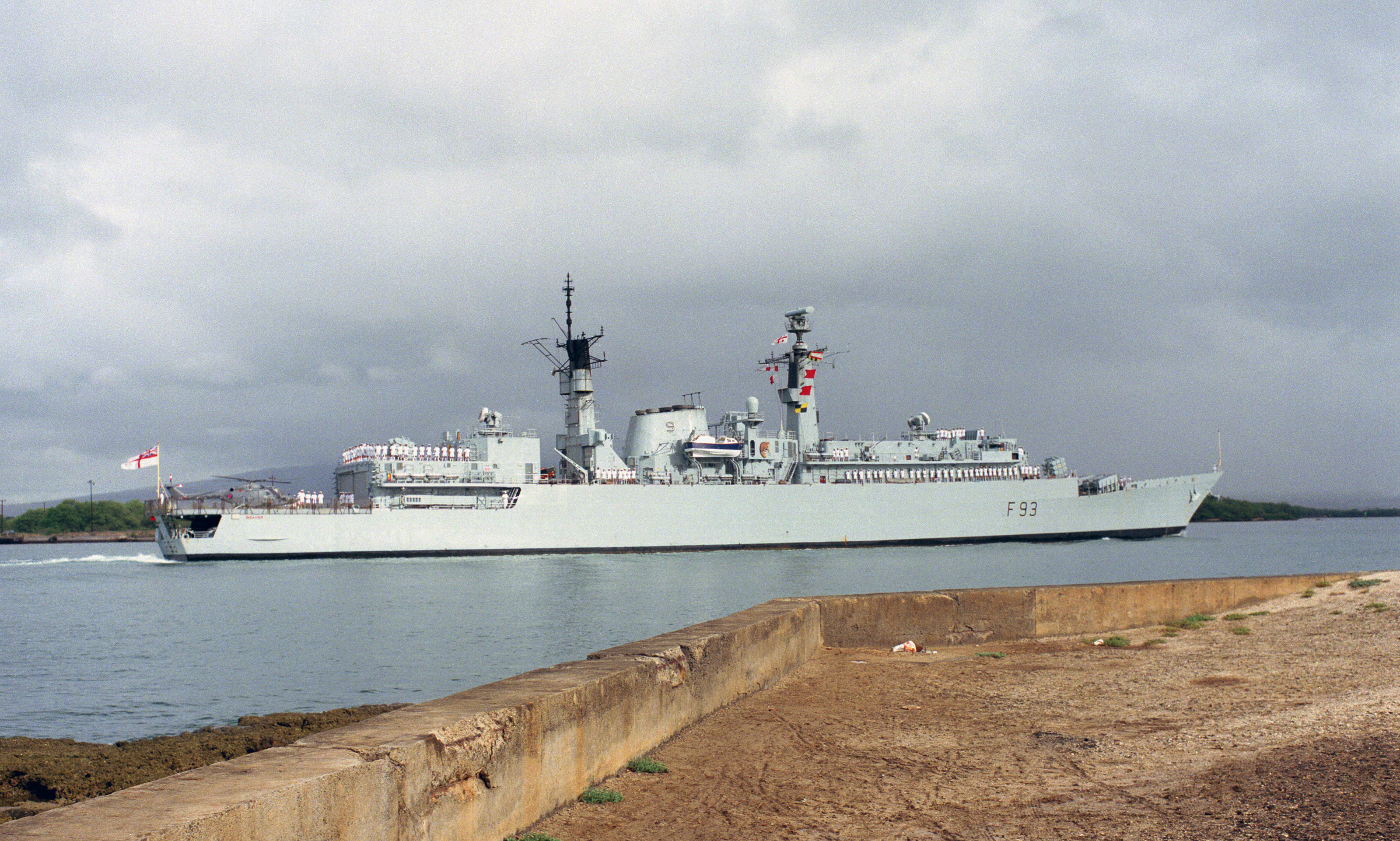
Le HMS Beaver (F93) durant le RIMPAC '86

## Liste des navires
| Pennant number | Nom         | Photo |
| -------------- | ----------- | ----- |
| F88            | Broadsword  |       |
| F89            | Battleaxe   |       |
| F90            | Brilliant   |       |
| F91            | Brazen      |       |
| F92            | Boxer       |       |
| F93            | Beaver      |       |
| F94            | Brave       |       |
| F95            | London      |       |
| F96            | Sheffield   |       |
| F98            | Coventry    |       |
| F99            | Cornwall    |       |
| F85            | Cumberland  |       |
| F86            | Campbeltown |       |
| F87            | Chatham     |       |